# Tourouzelle
Tourouzelle település Franciaországban, Aude megyében. Lakosainak száma 493 fő (2022. január 1.). Tourouzelle Argens-Minervois, Azille, Castelnau-d’Aude, Escales, Homps, La Redorte, Lézignan-Corbières és Olonzac községekkel határos.

## Népesség
A település népessége az elmúlt években az alábbi módon változott:
| Lakosok száma | 472  | 412  | 396  | 495  | 470  | 463  | 469  | 487  | 489  | 493  |
|               | 1968 | 1982 | 1990 | 2006 | 2013 | 2015 | 2017 | 2019 | 2020 | 2022 |